# Adolph Moritz Jungnickel

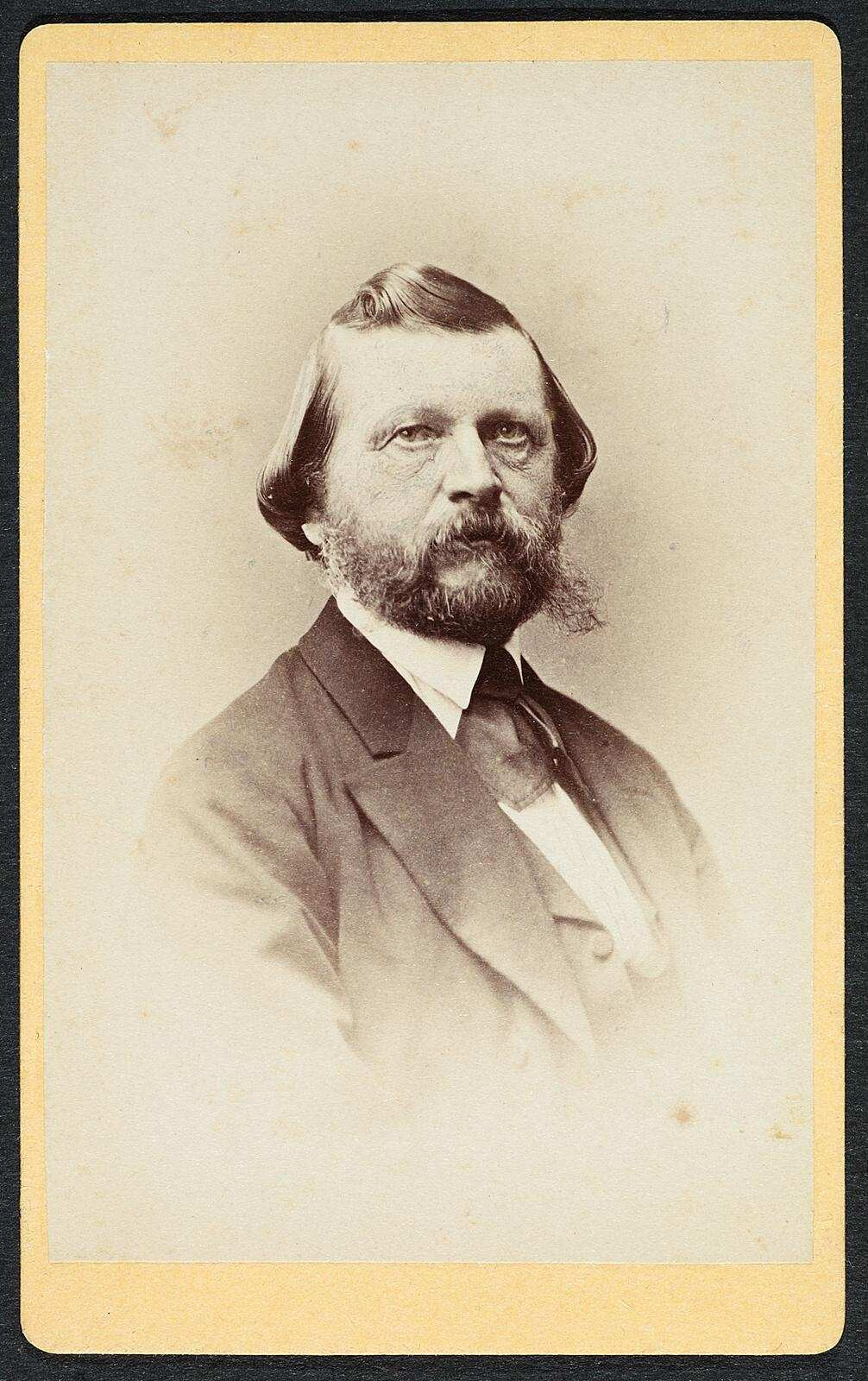
Adolph Moritz Jungnickel, 1873

Adolph Moritz Jungnickel (* 24. Februar 1817 in Reinholdshain; † 17. August 1895 in Schmiedeberg) war ein sächsischer liberaler bzw. später auch fortschrittlicher Politiker.

## Leben
Jungnickel wurde 1817 im osterzgebirgischen Reinholdshain geboren. Nach dem Besuch der dortigen Dorfschule absolvierte er eine Lehr- und Erziehungsanstalt in Dresden-Friedrichstadt und die landwirtschaftliche Anstalt in Tharandt. Ab 1840 besaß er das Erbgericht in Reinholdshain und übte das Amt des Erbrichters vor Ort aus. Während der Revolutionen 1848/1849 vertrat Jungnickel auf dem Landtag 1849 die 64., 65. und 66. Wahlbezirke und auf dem Landtag 1849/50 die 62., 66. und 71. Wahlbezirke die in der I. Kammer des Sächsischen Landtags. Wegen der Verbreitung von nicht den presspolizeilichen Vorschriften entsprechenden Presseerzeugnissen (Flugblättern) im Zuge der Landtagswahl 1849 war er Gegenstand einer Kriminaluntersuchung. Von 1857 bis 1865 gehörte er als Abgeordneter des 7. bäuerlichen Wahlbezirkes der II. Landtagskammer an. Das Mandat erlosch durch seinen Umzug nach Limbach, wo er ein Bauerngut erwarb, von 1865 bis 1883 als Gemeindevorstand und in den 1870er Jahren als Friedensrichter tätig war. Von 1869 bis 1875 vertrat Jungnickel den 13. ländlichen Wahlbezirk (Gerichtsbezirk Dippoldiswalde) in der II. Landtagskammer, 1883 bis 1889 den 31. ländlichen Wahlbezirk (Gerichtsbezirk Limbach). Nach der 1883 erfolgten Verleihung des Stadtrechts an Limbach war er dort als ehrenamtlicher Stadtrat und Vertreter des Bürgermeisters tätig.